# 아스트로터핑
아스트로터핑(Astroturfing)은 스폰서의 메시지나 단체(정치, 광고, 종교, PR 등)를 풀뿌리 참가자로부터 비롯된 것처럼 보이도록 숨기는 관행을 일컫는다. 어느 주장이나 조직의 기원에 연결된 재정 관계를 은폐하여 신뢰성을 부여하기 위한 의도적인 관행이다. 용어 astroturfing의 유래는 천연 잔디를 흉내내는 인조 잔디를 생산하는 AstroTruf라는 브랜드로, 단어 "풀뿌리(grassroots)"에서 비롯한 말장난이다. 이 용어의 함의는 의심스러운 활동 뒤에 "진실"되고 "자연적"인 풀뿌리 참가자의 노력 대신, "거짓"되고 "인공적"인 형태의 지원이 있다는 것이다.

## 정의
정치학에서 아스트로터핑은 선거에서의 승리나 입법적 구제를 위해 하고 하는 과정으로 정의되며, 이는 실재하지 않는 대중의 공감대가 있는 듯한 인상을 만들어내도록 설계되었다. 아스트로터핑은 여론에 영향을 미치기 위해 허구의 풀뿌리 작업을 이용하고, 일반적으로 의견을 형성하려는 기업과 정부 기관의 지원을 받는다. 인터넷에서 아스트로터핑을 하는 사람들은 소프트웨어로 그들의 신원을 숨긴다. 의뢰인의 안건에 폭넓은 지지가 있는듯한 인상을 주기 위해 한 개인이 다양한 인격체로 활동하기도 한다. 일부 연구는 아스트로터핑이 대중의 관점을 바꾸고 행동을 막을 만큼 충분한 의심을 만들어낼 수 있다고 시사한다. 미국에서의 아스트로터핑에 관한 첫 체계적 학문 연구에서, 옥스퍼드 대학의 Philip N. Howard 교수는 인터넷이 강력한 로비스트와 정치적 운동에게 공공 정책 토론에서 중요성을 과장시키도록 훨씬 쉽게 하고 있다고 논증하였다.

## 정책 및 집행
여러 국가가 명백한 아스트로터핑 행위를 법률로써 금지한다. 미국의 연방거래위원회(FTC)는 "광고에 대한 보증 및 추천 사용에 관한 지침(Guides Concerning the Use of Endorsements and Testimonials in Advertising)"을 위반하는 경우, 정지 명령을 내리거나 하루에 16,000 달러의 벌금을 부과할 수 있다. FTC의 지침은 소셜 미디어 마케팅과 입소문 마케팅을 다루기 위해 2009년에 개정되었다. Journal of Consumer Policy의 기사에 따르면, FTC 가이드는 블로거 또는 제품 보증인이 지침에 준수하도록하고, 모든 제품 보증인이 정직한 후기를 제공하는 것의 책임을 광고주에게 지운다.
유럽 연합에서는 불공정 광고 관행 명령(Unfair Commercial Practices Directive)을 통해 매체의 유료 사설이 후원받은 광고라는 점을 명확하게 밝히도록 요구한다. 또한, 독자들을 호도하여 자금에 연결된 사람들을 일반 소비자라고 생각하게 하는 것을 금지한다. 영국은 불공정 거래로부터의 소비자 보호 규정(Consumer Protection from Unfair Trading Regulations)을 근거로 거짓으로 누군가를 소비자로 대표하는 행위를 금지한다. 이에 대한 위반은 최고 2년의 징역과 제한 없는 벌금에 처해질 수 있다. 추가적으로, 영국 내 광고 업계는 방송 외 광고, 판매, 횽보 및 직접 마케팅 강령 등 자발적인 정책을 채택하였다. 무역 협회, 광고 표준 위원회가 위반에 대한 불만 사항을 조사한다. 이 정책은 마케팅 전문가가 자금 관계의 공개 생략과 같이 청중을 호도하지 않도록 요구한다.
호주에서 아스트로터핑은 호도와 기반 행위를 광범위하게 제한하는 호주 소비자법 제18조로 규제된다. Journal of Consumer Policy에 따르면, 1975년에 도입된 호주의 법은 더 모호하다. 아스트로터핑이 규제기관인 호주 경쟁과 소비자 위원회(Austrailian Competition and Consumer Commision)보다 경쟁자의 소송을 통해 집행되는 경우가 많다. 국제 소비자 보호 및 집행 네트워크(International Consumer Protection and Enforcement Network)도 있다.
아스트로터핑에 대한 법적 규제는 주로 제품의 성능이나 품질에 대한 추천, 보증, 진술을 대상으로 한다. 회사의 권위에 의해 안내받지 않은 경우, 직원의 행동은 소비자를 연기하는 것으로 여겨질 수 있다.
2018년 10월에, 논란이 되었던 뉴올리언스주의 발전소 개발 프로젝트에 사람을 고용했음을 부인한 후, Entergy사는 시 의회 회의에서 실제 주민의 목소리가 포함되는 것을 막기 위해 아스트로터프 회사인 The Hawthorn Group에서 연기자를 제공받아 가짜 풀뿌리 지지를 보인 혐의로 5백만 달러의 벌금이 부과되었다.

## 같이 보기
- 분할통치
- 살라미 기술
- 심리전
- 인신 공격의 오류
- 정체성 정치
- 증오언설
- 포크배럴
- 흑색선전